# Bunesjön
Bunesjön är en sjö i Färgelanda kommun i Dalsland och ingår i Örekilsälvens huvudavrinningsområde. Sjöns area är 0,038 kvadratkilometer och den är belägen 189 meter över havet.